# Кокар, Кристоф
Кристо́ф Кока́р (фр. Christophe Cocard; род. 23 ноября 1967, Берне, Франция) — французский футболист, выступавший на позиции полузащитника. Известен по выступлениям за клубы «Олимпик Лион», «Осер» и сборную Франции. Участник чемпионата Европы 1992 года.

## Клубная карьера
Кокар начал профессиональную карьеру в клубе «Осер». В 1987 году он дебютировал в Лиге 1, но на протяжении первых сезонов был футболистом ротации. В сезоне 1989/1990 годов Кристоф завоевал место в стартовом составе и стал одним из лидером клуба. Через год Кристоф стал лучшим бомбардиром команды забив 11 голов. В 1994 году он помог «Осеру» завоевать Кубок Франции, а в 1996 году выиграть чемпионат и вновь стать обладателем национального кубка.
Летом 1996 года Кокар перешёл в «Олимпик Лион». 10 августа в матче против марсельского «Олимпика» он дебютировал за новую команду. На протяжении следующих трёх сезонов он был одним из ключевых футболистом клуба, но вновь добиться успеха в чемпионате так и не смог.
В 1999 году Кристоф перешёл в шотландский «Килмарнок». В новом клубе он провёл три сезона, но так и не смог завоевать трофеев. В 2002 году в возрасте 35 лет Кокар завершил карьеру футболиста.

## Международная карьера
29 апреля 1989 года в матче отборочного турнира чемпионата мира 1990 против сборной Югославии Кокар дебютировал за сборную Франции. В 1992 году он попал в заявку сборной на участие в чемпионате Европы в Швеции. На турнире он сыграл в матче против сборной Дании. 6 сентября 1995 года в отборочном матче чемпионат Европы против сборной Азербайджана Кристоф забил свой первый гол за национальную команду.

### Голы за сборную Франции
| #   | Дата            | Место                     | Противник   | Счёт | Результат | Соревнование                            |
| --- | --------------- | ------------------------- | ----------- | ---- | --------- | --------------------------------------- |
| 01. | 6 сентября 1995 | Аббе-Дешам, Осер, Франция | Азербайджан | 10:0 | 10:0      | Чемпионат Европы 1996 отборочный турнир |

## Достижения
«Осер»
- Чемпионат Франции по футболу — 1996
- Обладатель Кубка Франции — 1994, 1996